# Dobro jutro, Hrvatska
Dobro jutro, Hrvatska mozaična je jutarnja emisija koja se premijerno prikazuje od 27. travnja 1992. na Prvom programu HTV-a od ponedjeljka do petka od 06:45 do 09:55 i subotom od 09:30 do 10:45. Jedna je od najdugovječnijih i najgledanijih emisija HRT-a.[nedostaje izvor] Prikazuje se uživo.

## Voditelji i urednici
Emisiju vode voditelji u parovima koji se izmijenjuju.  

### Trenutačni voditelji emisije
Davor Meštrović, Zlata Mück Sušec, Doris Pinčić Guberović, Mirko Fodor, Maja Ciglenečki i Ognjen Golubić.

### Voditeljica projekta DJH
Larisa Banek

### Izvršna urednica DJH
Danijela Grgić

### Dnevni urednici DJH
Ivana Štefelić, Jagoda Martinović, Monika Bradarić, Melinda Kurilj Antunović, Zrinka Štimac, Andreja Arežina Grgičević, Snježana Bačić, Jasminne Farkaš, Ira Karlović, Gabrijela Perišić i Matko Bušelić  

### Bivši voditelji
Voditelji prve emisije bili su Marija Nemčić i Ivica Zadro. Ostali voditelji prvoga tjedna emitiranja bili su redom Helga Vlahović, Denis Latin, Mirela Sršić, Saša Milošević, Vedrana Međimorec, Davor Meštrović, Daria Marjanović i Darko Janeš. 
Kroz emisiju u 30 godina emitiranja prošlo je oko 60 voditeljica i voditelja. Najdugovječnije voditeljice bile su Blaženka Leib (1992. – 2013.), Karmela Vukov Colić (1993. – 2006.; 2009. – 2018.) i Željka Fattorini (1992. – 2006.). Najdugovječniji voditelji su Davor Meštrović (od 1992.), Mirko Fodor (1992. – 2006.; 2009. – 2013.; od 2016.) i Drago Celizić (1992. – 2006.).
Tijekom godina emisiju su vodili i Ivana Vilović, Vicko Dragojević, Ivana Debeljak, Iva Šulentić, Ivan Planinić, Nevena Rendeli Vejzović, Ljiljana Vinković, Leon Čuljak, Daniela Trbović, Karmela Vukov Colić, Marina Medved Pulić, Jelena Pajić, Frano Ridjan, Danijel Despot, Ivan Dorian Molnar, Ljudevit Grgurić Grga, Robert Ferlin, Sanja Doležal, Blaženka Leib, Domagoj Novokmet, Melita Hrengrek, Marinko Leš, Marta Šimić Mrzlečki, Mirna Berend, Drago Celizić, Duško Ćurlić, Željka Fattorini, Mila Horvat, Ana Brbora-Hum, Hrvoje Kelčec, Barbara Kolar, Nikola Kristić, Renato Kunić, Tihomir Ladišić, Slavica Lukić, Željka Markić, Hanja Rakovac-Mašić, Aleksandra Mindoljević, Sanja Šegedin-Miriovsky, Oliver Mlakar, Zrinka Vrabec-Mojzeš, Suzana Pardačer, Ivana Prohić, Mario Sedmak, Željko Tomac, Branko Uvodić i Snježana Vukić.

### Voditelji projekta DJH kroz povijest
Vlasta Bartolec (1992. – 1993.), Mladen Santrić (1993. – 2000.), Tatjana Šimić (2000. – 2004.), Daria Marjanović (2004. – 2009.), Gabrijela Perišić (2009. – 2013.), Vesna Karuza Podgolerec (2013. – 2014.), Andrijana Škorput (2014. – 2016.), Ana Milić (2016. – 2024.) i Larisa Banek (od 2025.)

## Uvodna glazba
Emisija počinje pjesmom "Dobro jutro Hrvatska" koju izvodi Maja Blagdan, za koju je tekst napisao Stevo Cvikić a glazbu Rajko Dujmić (1992.).
Za glazbu u emisiji 2010-ih bio je zadužen Milan Mitrović.

## Obljetnice
- 27. travnja 2012. godine emisija je obilježila 20 godina prikazivanja.[5]
- 27. travnja 2022. godine emisija je obilježila 30 godina neprestanog prikazivanja.[8]

## Galerija
- Roberta F. kao gost emisije
- Iza kamera
- Voditeljski par Mila Horvat i Davor Meštrović
- Blaženka Leib i Domagoj Novokmet
- Davor Meštrović
- Domagoj Novokmet

## Vanjske poveznice

### Sestrinski projekti
|  | Zajednički poslužitelj ima još gradiva o temi Dobro jutro, Hrvatska |

### Mrežna mjesta
- Službena stranica emisije Dobro jutro, Hrvatska  Arhivirana inačica izvorne stranice od 28. lipnja 2011. (Wayback Machine)
- Službena Facebook stranica emisije Dobro jutro, Hrvatska